# Charles Belle-Isle
Charles Belle-Isle, francoski maršal, * 22. september 1684, † 26. januar 1761, Versailles.
Za maršala je bil imenovan leta 1741.